# Oreogeton apertus
Oreogeton apertus är en tvåvingeart som beskrevs av Collin 1933. Oreogeton apertus ingår i släktet Oreogeton och familjen Oreogetonidae. Inga underarter finns listade i Catalogue of Life.